# 大韓野球ソフトボール協会
大韓野球ソフトボール協会（だいかんやきゅうソフトボールきょうかい、大韓野球소프트볼協會、ハングル：대한 야구 소프트볼 협회、略称：KBSA）は、大韓民国における野球、ソフトボールの活動の統括団体。大会の開催、野球の発展を目的とする。

## 概要
前身のKBAは1946年に朝鮮野球協会（ハングル：조선 야구 협회）として発足。1954年に大韓野球協会へと改称された。2016年6月、大韓ソフトボール連盟などと統合され改称、現在の組織に改編された。 野球の全国組織としてKBSAの他に韓国野球委員会（ハングル：한국 야구 위원회、略称：KBO）があり、KBOは1982年に発足したプロ野球の統括団体で、KBSAは国内のアマチュア野球大会開催、及びワールド・ベースボール・クラシックなどプロ選手のみが出場する大会を除いた国際大会の韓国代表の組織を行う。この他に女子野球の統括団体として韓国女子野球連盟（ハングル：한국 여자 야구 연맹、略称：WBAK）がある。